# 奧村心雪
奧村心雪（日语：おくむら みゆき）是日本埼玉縣出生的人物設計師及漫畫家，為三麗鷗的大耳狗（Cinnamoroll）、寶石寵物(Jewlpet)和許願兔（Wish me mell）設計師。

## 生平
奧村心雪出生在埼玉縣，曾在福岡縣立福岡中央高等學校就讀。畢業後，她進入女子美術大學短期大學部造形學科就讀，並畢業於未知的學位。然後她因做『大耳狗』系列的官方人物設計而加入了三麗鷗公司，並把該系列推出後成為知名。2008年，她與山口裕子合作並於同年展示了『寶石寵物』系列的人物。2010年，奧村也做了許願兔（Wish me mell）的人物設計。